# Kościół św. Jana Ewangelisty w Kirkham
Kościół św. Jana Ewangelisty w Kirkham (ang. St John the Evangelist's Church), znany również jako The Willows (pol. wierzby) – rzymskokatolicki kościół parafialny w Kirkham, w hrabstwie Lancashire w Anglii, wzniesiony w latach 1842-1845, znajdujący się przy Ribby Road.

## Historia
W 1809 roku w Kirkham zbudowano pierwszą rzymskokatolicką kaplicę. Nosiła ona wezwanie Świętego Krzyża, a ponieważ znajdowała się na terenie porośniętym przez wierzby była nazywana The Willows. Natomiast obecny kościół św. Jana Ewangelisty został wybudowany w latach 1842-1845. Autorem jego projektu był Augustus Pugin. Kościół konsekrował biskup Liverpoolu George Brown dnia 22 kwietnia 1845 roku.
W latach 1895–1896 w kościele dokonano wielu przeróbek: obniżono poziom podłogi o ponad 60 cm, usunięto schody przy zachodnim wejściu, ołtarz główny projektu Pugina przeniesiono do bocznej kaplicy, a lektorium (również Pugina) przemieszczono na zachodni koniec kościoła i zmieniono tak, żeby się zmieściło w nowym miejscu. W 1906 roku zainstalowano nowy ołtarz główny, ławki oraz stacje drogi krzyżowej.

## Architektura i sztuka
Kościół zbudowano z piaskowca z Longridge, natomiast dach jest z łupka.
Wnętrze jest trzynawowe.
Wciąż jest w użyciu kilka sprzętów zaprojektowanych prawdopodobnie przez Pugina, m.in. potrójna sedilia, kredencja czy lichtarze. Większość wyposażenia kościoła pochodzi z renowacji w 1906 roku, jak np. obecny ołtarz główny z karraryjskiego marmuru i alabastru.
Organy zostały zbudowane w 1846 roku przez J. C. Bishopa z Londynu.